# Frank Corvers
 (juillet 2021).
Si vous disposez d'ouvrages ou d'articles de référence ou si vous connaissez des sites web de qualité traitant du thème abordé ici, merci de compléter l'article en donnant les références utiles à sa vérifiabilité et en les liant à la section « Notes et références ».
Frank Corvers, né le 12 novembre 1969 à Koersel, entité de la commune de Beringen, est un coureur cycliste belge. Il est professionnel de 1993 à 2001.

## Palmarès sur route

### Palmarès amateur
- 1987
  - 2e du Tour des Flandres juniors
- 1988
  - 2e du championnat de Belgique du contre-la-montre juniors
- 1989
  - 2e de Bruxelles-Zepperen
- 1991
  - Trofee van Haspengouw
  - 2e de Bruxelles-Zepperen
  - 3e de la Coupe Egide Schoeters
- 1992
  - Tour du Limbourg amateurs :
    - Classement général
    - 1re étape

  - Internationale Wielertrofee Jong Maar Moedig
  - 2e du Tour de Belgique amateurs

### Palmarès professionnel
- 1993
  - 2e de la Flèche hesbignonne
- 1994
  - 3e du Tour du Limbourg
- 1995
  - Grand Prix d'Isbergues
  - Bruxelles-Ingooigem
  - 2e du Grand Prix Jef Scherens
  - 2e de Paris-Bruxelles
- 1996
  - 3e du Grand Prix de Wallonie
- 1997
  - 3e de la Flèche ardennaise
- 1999
  - Grand Prix du 1er mai - Prix d'honneur Vic De Bruyne
  - 3e du Grand Prix de Hannut
- 2001
  - Mémorial Fred De Bruyne

## Palmarès sur piste

### Championnats d'Europe
- 1997
  -  Médaillé de bronze de l'américaine (avec Etienne De Wilde)

### Six Jours
- 2000
  - 3e des Six Jours de Gand (avec Adriano Baffi)
- 2002
  - 3e des Six Jours de Moscou (avec Laurenzo Lapage)

### Championnats de Belgique
- 1988
  - 3e du championnat de Belgique du kilomètre juniors
  - 3e du championnat de Belgique de poursuite juniors
- 1989
  - 2e du championnat de Belgique de l'omnium amateurs
- 1990
  -  Champion de Belgique de l'américaine amateurs (avec Patrick Van Hoolandt)
  - 3e du championnat de Belgique de l'omnium amateurs
- 1991
  - 2e du championnat de Belgique de l'américaine amateurs
- 1992
  - 3e du championnat de Belgique de l'américaine amateurs
- 1999
  - 2e du championnat de Belgique de l'omnium